# مستشارية الحزب النازي
مستشارية الحزب (بالألمانية: Parteikanzlei)‏، وكان اسم المكتب الرئيسي للحزب النازي الألماني (NSDAP)، المعين على هذا النحو في 12 مايو 1941. كان المكتب موجودًا في السابق باسم هيئة نائب الفوهرر ( Stab des Stellvertreters des Führers )، لكن تمت إعادة تسميته بعد أن وصل رودولف هيس إلى اسكتلندا في محاولة للتفاوض على اتفاقية سلام دون إذن من هتلر. تم إدانة هيس من قِبل هتلر، وتم حل منصبه السابق، وتم تشكيل مستشارية الحزب الجديدة في مكانها في عهد نائب هيس السابق، مارتن بورمان.

## التاريخ

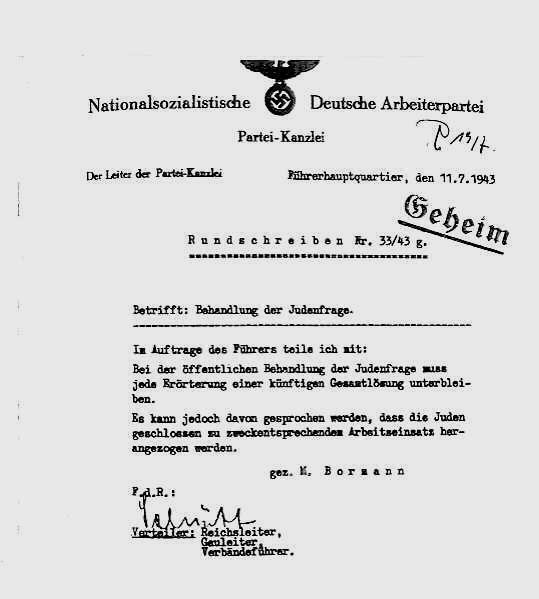
رئيس NSDAP Partei-Kanzlei Martin Bormann يأمر بتجنب النقاش العام حول حل كامل مستقبلي للمسألة اليهودية (المزعومة)

ابتداءً من عام 1933، كان مقر الحزب في ميونيخ تحت قيادة نائب أدولف هتلر فوهرر رودولف هيس، الذي شغل منصب وزير الرايخ في مجلس وزراء هتلر.  قسم هيس كان مسؤولاً عن التعامل مع شؤون الحزب؛ تسوية النزاعات داخل الحزب والعمل كوسيط بين الحزب والدولة فيما يتعلق بالقرارات والتشريعات السياسية.  تنافست المنظمة من أجل النفوذ ليس فقط مع مستشارية الرايخ في عهد هانز لاميرز ولكن أيضًا مع مستشارية الفوهرر والنازية غاو ورايشليتر.  نموذجًا للنظام النازي في كثير من النواحي، تنافست مستشارية الحزب على مجالات الاهتمام مع الشريكين الأخريين، وخلق العديد من مجالات الازدواج الوظيفي، مما زاد من تعقيد «العلاقة بين الحزب والدولة». 
هناك مشكلة أخرى واجهتها مستشارية هتلر وهي التشويش الإداري الذي نشأ عن كل المصالح المتنافسة لمختلف منظمات الحزب التأسيسي الفرعية مثل الإس إيه، والإس إس، وشباب هتلر، وجبهة العمل وغيرها.  كان هناك افتقار على ما يبدو إلى سلطة إدارية مركزية للحزب النازي، لذا فقد تجاوز غاولايتر مكتب هيس لأنهم اعتقدوا أنهم مسؤولون فقط أمام هتلر وحده. على الرغم من أن هيس كان نائبًا لفوهرر، لم يتمكن مكتبه من إدارة المهام الإدارية حتى تم تعيين مارتن بورمان رئيسًا للأركان في مكتب هيس في يوليو 1933.